# Сайкс, Марк
Марк Сайкс (англ. Mark Sykes; 16 марта 1879 — 16 февраля 1919, Париж) — британский писатель, политик и дипломат. Во время Первой мировой войны считался крупнейшим британским специалистом по Ближнему Востоку. Известен тем, что совместно с французским дипломатом Франсуа Пико́ подписал Соглашение Сайкса-Пико, по которому восточные территории Османской империи были разделены на британскую, французскую, позже российскую и итальянскую сферы влияния. По одной из версий, является автором флага Палестины. Хотя многие исследователи считают это маловероятным.
Умер в 1919 году от испанского гриппа.

## Произведения
- Пять провинции Турции, 1900
- Darü´l İslam, 1904
- Последний дар Халифа, 1911
- Kıbrıslı Zade Binbaşı Osman Bey´in Hatıra

### Комментарии
1. ↑  Российская зона была аннулирована после заключения правительством Ленина сепаратного мира Германией в начале 1918 года